# Edrenikovo
Edrenikovo (macedónul: Едрениково) település Észak-Macedóniában, a Délkeleti körzetben, a Vaszilevói járásban.

## Népesség
| Lakosok száma | 205  | 230  | 282  | 322  | 276  | 228  | 225  | 166  |
|               | 1948 | 1953 | 1961 | 1971 | 1981 | 1994 | 2002 | 2021 |

- 2002-ben 290 lakosa volt, akik közül 224 macedón, 34 török, 1 szerb és 21 egyéb.